# Grimm (película)
Grimm es una película argentina dirigida por Alex van Warmerdam y protagonizada por Teresa Berganza, Johan Leysen y Halina Reijn. Fue estrenada el 4 de diciembre de 2003 y es una versión moderna holandesa de Hansel y Gretel.

## Sinopsis
Grimm es una versión postmoderna y bizarra de Hansel y Gretel. Nos relata cómo Jacob y su hermana Marie son abandonados en el bosque por su familia. En su abrigo, Jacob encuentra una nota de su madre en la que les insta a dar con su tío en España.

## Reparto
- Teresa Berganza como Madre
- Johan Leysen como Padre
- Halina Reijn como Maria
- Jacob Derwig como Jacob
- Frank Lammers como Granjero
- Annet Malherbe como Mujer del granjero
- Jaap Spijkers como Horewhopper
- Laura Cepeda como Dolores
- Lola Peno como Mujer en el balcón
- Fernando Moraleda Hombe en el balcón
- Ulises Dumont como Luis
- Carmelo Gómez como Diego
- Peggy Sandaal como Sofia
- Elvira Mínguez como Teresa
- Henri Garcin como Don Felipe
- Ingeborg Elzevier como Doña Isabel
- Kees Prins como Borracho
- Janfri Topera como Guardia civil 1
- Benjamín Seva como Guardia civil 2